# Kosmerka - Prokladnica - Vrtlac - Babuljak - podmorje
Kosmerka - Prokladnica - Vrtlac - Babuljak - podmorje este o arie protejată (sit de importanță comunitară — SCI) din Croația întinsă pe o suprafață de 129,57 ha, integral marine.

## Localizare
Centrul sitului Kosmerka - Prokladnica - Vrtlac - Babuljak - podmorje este situat la coordonatele 43°37′30″N 15°36′18″E / 43.625°N 15.605°E.

## Înființare
Situl Kosmerka - Prokladnica - Vrtlac - Babuljak - podmorje a fost declarat sit de importanță comunitară în iulie 2013 pentru a proteja un număr necunoscut de specii din flora spontană și fauna sălbatică aflate în arealul zonei.

## Biodiversitate
Situată în ecoregiunea marină mediteraneană, aria protejată conține 1 habitat natural: Recifuri.
La baza desemnării sitului se află un număr nedeclarat de specii protejate.